# Can Barretó Vell
Can Barretó Vell és una masia de Riudarenes (Selva) inclosa a l'Inventari del Patrimoni Arquitectònic de Catalunya.

## Descripció
Edifici de planta i pis amb teulada a dues vessants amb caiguda lateral i cornisa catalana. El portal és rectangular amb la llinda i brancals de pedra i, a la part superior, hi ha una finestra emmarcada amb pedra i ampit motllurat i un rellotge de sol molt malmès. La resta d'obertures són simples i s'han fet noves finestres i portes per adaptar-lo als nous usos. El parament és de maçoneria arrebossat. Tot l'entorn és ple de cotxes per desvallestar.

## Història
Can Barretó Vell és l'edifici original de la propietat de Can Barretó, al segle xix es va construir la casa de Can Barretó Nou, prop del Camí reial i a poca distància de Can Barretó Vell. Actualment les dues masies han quedat separades per la carretera d'Hostalric-Mallorquines.